# European Nations Cup Derde Divisie 1999/00
De European Nations Cup Derde Divisie 2000 is het eerste seizoen van de Derde Divisie van de Europe Nations Cup, het op twee na hoogste niveau in de ENC.
De landen spelen een halve competitie, waarna de kampioen en de nummer twee naar de Tweede Divisie promoveren. De andere landen spelen het volgende seizoen voor kwalificatie voor het WK.
De wedstrijden tegen Tunesië tellen niet mee voor het kampioenschap.

## Puntensysteem
Teams kunnen als volgt punten verdienen:
- 3 punten voor een overwinning
- 2 punten voor een gelijkspel
- 1 punt voor een verloren wedstrijd
- 0 punten voor terugtrekking van een wedstrijd

## Stand

### Eindstand
| #  | Team        | GW | Win | Gel | Ver | Pnt | Voor | Tegen | Saldo |
| -- | ----------- | -- | --- | --- | --- | --- | ---- | ----- | ----- |
| 1. | Tsjechië    | 4  | 4   | 0   | 0   | 12  | 119  | 73    | 46    |
| 2. | Polen       | 4  | 3   | 0   | 1   | 10  | 112  | 69    | 43    |
| 3. | Zwitserland | 4  | 1   | 0   | 3   | 6   | 47   | 60    | -13   |
| 4. | Letland     | 4  | 1   | 0   | 3   | 6   | 72   | 91    | -19   |
| 5. | België      | 4  | 1   | 0   | 3   | 6   | 65   | 122   | -57   |

### Legenda
| Kleur | Kwalificatie voor                 |
| ----- | --------------------------------- |
|       | Kampioen, promotie naar Divisie 2 |
|       | Promotie naar Divisie 2           |

## Wedstrijden
| 2 oktober 1999 | Polen | 41 - 8 | Letland | Gdańsk |
| 2 oktober 1999 |       |        |         | Gdańsk |

| 16 oktober 1999 | Zwitserland | 18 - 22 | Tsjechië | Nyon |
| 16 oktober 1999 |             |         |          | Nyon |

| 16 oktober 1999 | België | 14 - 43 | Polen | Brussel |
| 16 oktober 1999 |        |         |       | Brussel |

| 13 november 1999 | Zwitserland | 10 - 5 | Letland | Genève |
| 13 november 1999 |             |        |         | Genève |

| 4 maart 2000 | België | 18 - 11 | Zwitserland | Brussel |
| 4 maart 2000 |        |         |             | Brussel |

| 18 maart 2000 | België | 12 - 9 | Tunesië | Mons |
| 18 maart 2000 |        |        |         | Mons |

| 25 maart 2000 | Tunesië | 31 - 20 | Letland | Tunis |
| 25 maart 2000 |         |         |         | Tunis |

| 1 april 2000 | Polen | 15 - 8 | Zwitserland | Warschau |
| 1 april 2000 |       |        |             | Warschau |

| 1 april 2000 | Tunesië | 33 - 3 | Tsjechië | Tunis |
| 1 april 2000 |         |        |          | Tunis |

| 15 april 2000 | Tsjechië | 28 - 23 | België | Praag |
| 15 april 2000 |          |         |        | Praag |

| 15 april 2000 | Tunesië | 40 - 6 | Zwitserland | Tunis |
| 15 april 2000 |         |        |             | Tunis |

| 6 mei 2000 | Tunesië | 42 - 0 | Polen | Tunis |
| 6 mei 2000 |         |        |       | Tunis |

| 7 mei 2000 | Letland | 19 - 30 | Tsjechië | Riga |
| 7 mei 2000 |         |         |          | Riga |

| 13 mei 2000 | Letland | 40 - 10 | België | Riga |
| 13 mei 2000 |         |         |        | Riga |

| 20 mei 2000 | Tsjechië | 39 - 13 | Polen | Praag |
| 20 mei 2000 |          |         |       | Praag |

## Stand met Tunesië

### Eindstand
| #  | Team        | GW | Win | Gel | Ver | Pnt | Voor | Tegen | Saldo |
| -- | ----------- | -- | --- | --- | --- | --- | ---- | ----- | ----- |
| 1. | Tunesië     | 5  | 4   | 0   | 1   | 13  | 155  | 41    | 114   |
| 2. | Tsjechië    | 5  | 4   | 0   | 1   | 13  | 122  | 106   | 16    |
| 3. | Polen       | 5  | 3   | 0   | 2   | 11  | 112  | 111   | 1     |
| 4. | België      | 5  | 2   | 0   | 3   | 9   | 77   | 131   | -54   |
| 5. | Letland     | 5  | 1   | 0   | 4   | 7   | 92   | 122   | -30   |
| 6. | Zwitserland | 5  | 1   | 0   | 4   | 7   | 53   | 100   | -47   |